# 嶺南大學持續進修學院

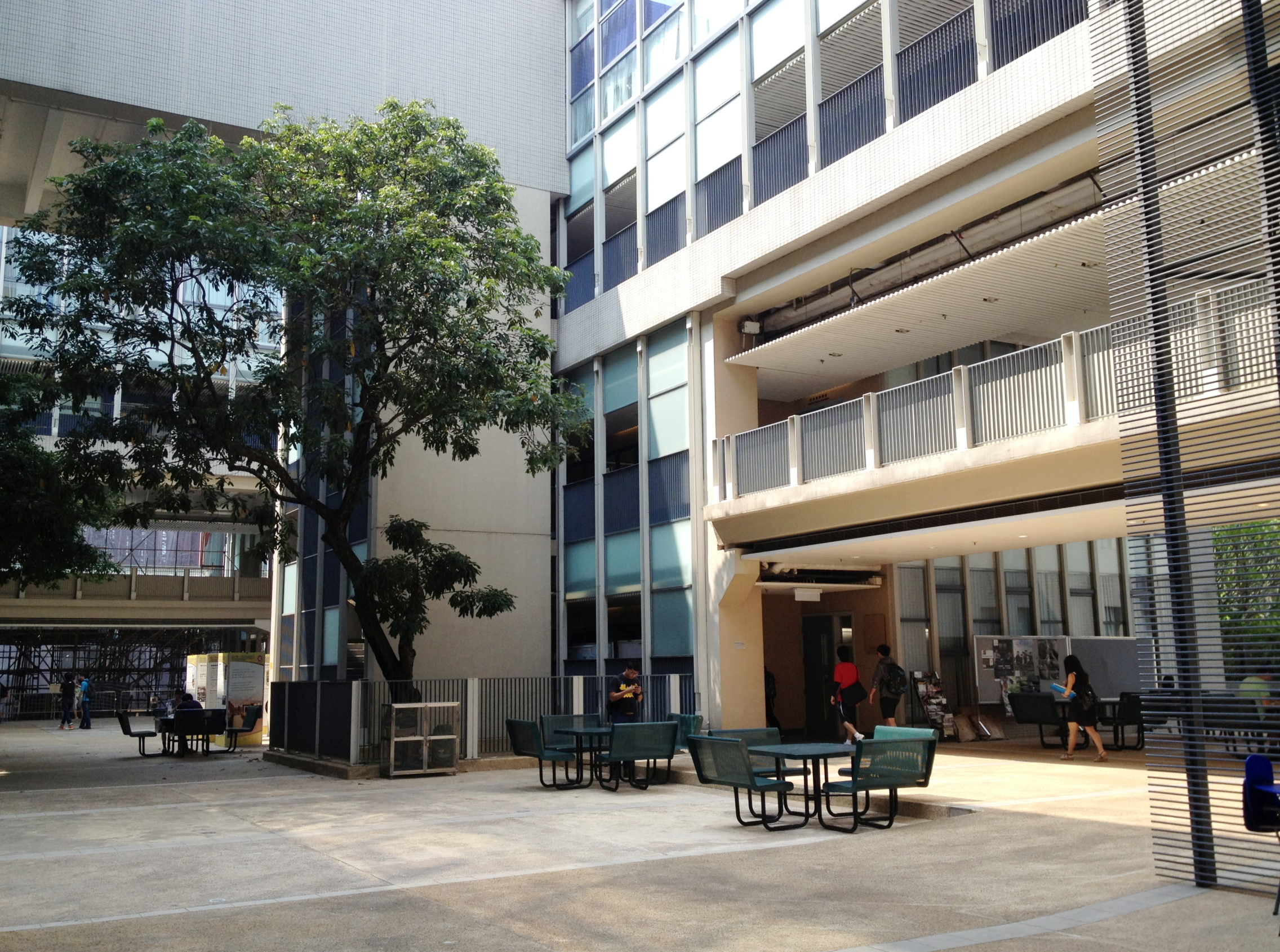
嶺南大學持續進修學院位於嶺南大學劉仲謙樓

嶺南大學持續進修學院（英語：Lingnan Institute of Further Education ），簡稱LIFE，成立於2001年7月，是香港嶺南大學的附屬學院。LIFE為學生提供多元化的持續進修課程。成立之初，學院提供應用教文憑及副學士課程。學院現發展為提供一系列全日制及兼讀制課程，涵蓋副學士、高級文憑、文憑、應用教育文憑、應用學習課程、持續進修課程及企業培訓，協助終身學習及工作晉升。
嶺南大學持續進修學院及嶺南大學社區學院於2017年7月1日起合併，以更有效地運用兩院的學術及其他資源，配合未來的策略和持續發展。兩院合併後繼續沿用「嶺南大學持續進修學院」（LIFE）的名稱。

## 課程範圍

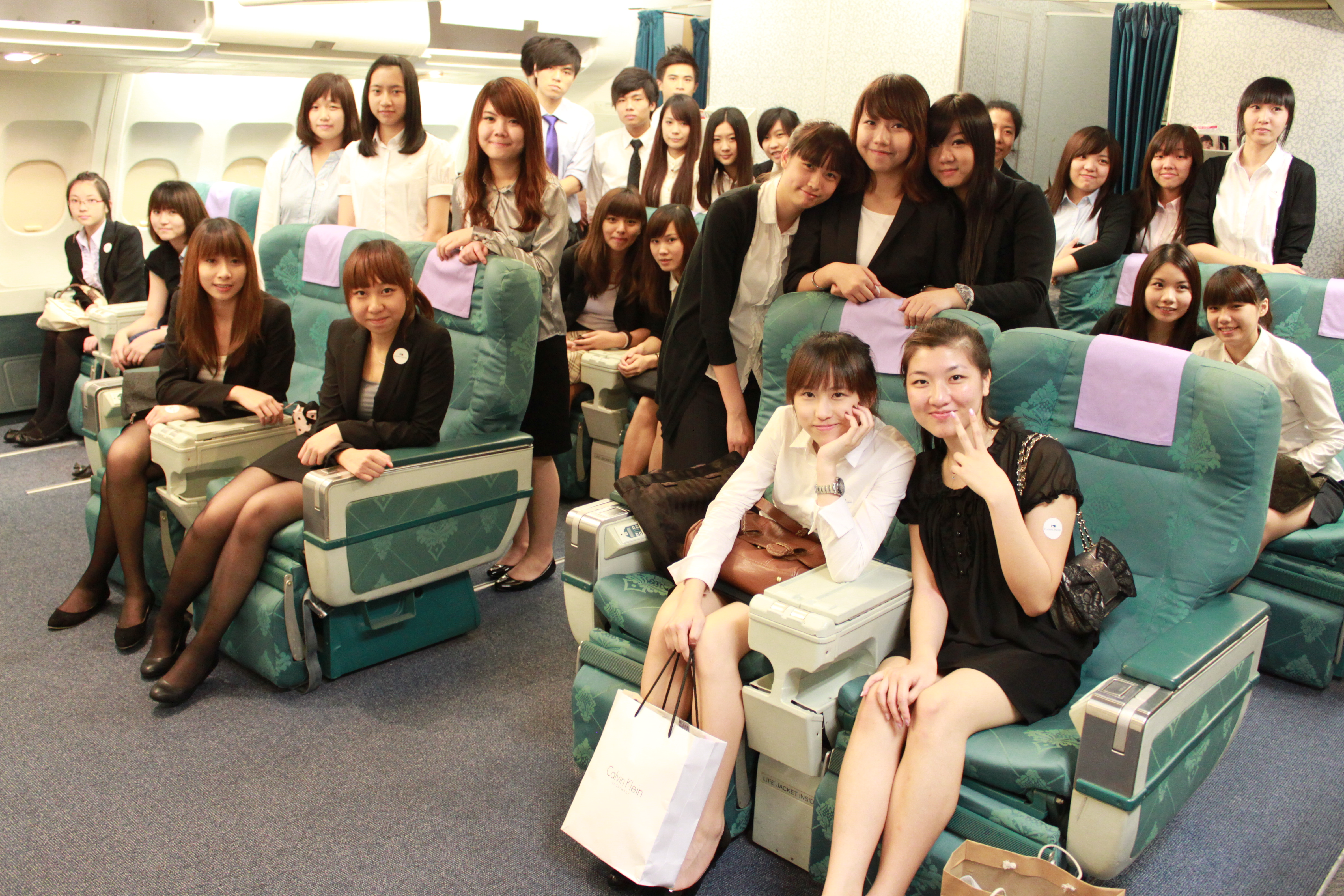
毅進航空課程學生參觀國泰城

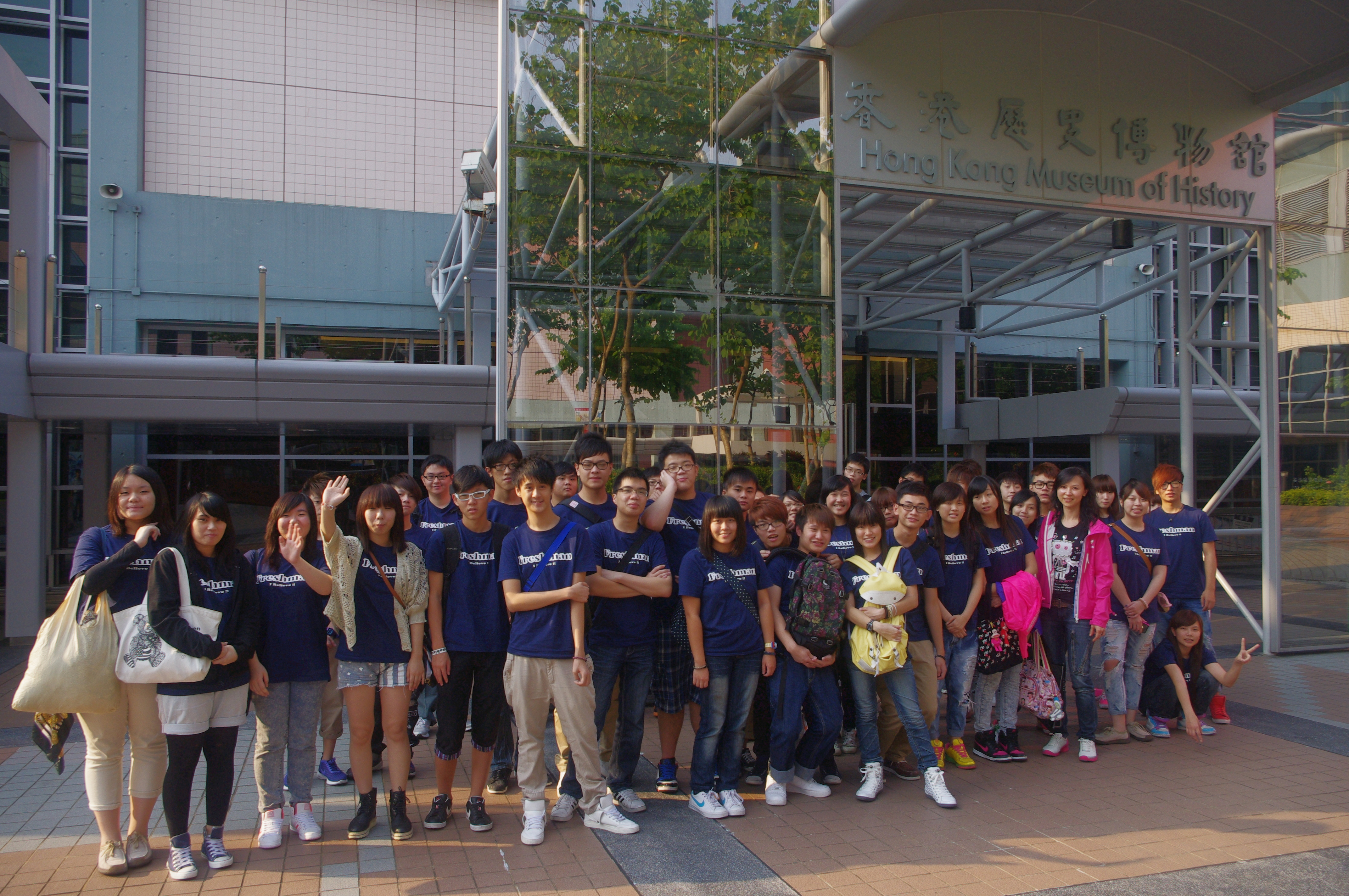
基礎文憑學生參觀歷史博物館

學院提供以下課程：
- 副學士及高級文憑課程
- 應用教育文憑課程 (DAE)
- 應用學習課程 (ApL)
- 持續進修課程
- 企業培訓

### 副學士課程

#### 人文學科
- 歷史

#### 商學
- 工商管理

#### 社會科學
- 心理學

### 高級文憑課程

#### 康體活動
- 運動教練及領袖學

### 應用教育文憑
- 應用教育文憑

LIFE開辦毅進文憑 / 毅進計劃已超過十年，提供多張證書，涵蓋公務員事務及公共行政、商學、旅遊及款待、社會科學、人文學科（如韓文、日文等）等多個範疇 ，歷年已培育出超過七千名畢業生。毅進文憑課程的對象為中六離校生；或於申請入學同年之開學日已滿 21 歲。毅進文憑屬資歷架構下第三級別的課程，成功修畢課程後的水平相當於香港中學文憑試（HKDSE）五科（包括中國語文和英國語文科）第二級的程度，有助學員繼續升讀副學士或高級文憑等課程或就業。LIFE提供的毅進文憑課程備受歡迎，在2010-11及2011-12兩學年，學院的毅進課程都是全港收生之冠。
應用教育文憑（英語：Diploma of Applied Education，簡稱：DAE）是香港自資高等教育聯盟的八所院校自2023／24學年所開設的課程，用以取代舊有的毅進文憑。該文憑獲得香港政府承認等同於香港中學文憑考試五科二級成績，可以作為投考香港公務員部份職位的入職要求。報讀資格為中六離校生或年滿21歲。

### 其他持續進修課程及青年課程
- 應用學習課程

應用學習課程是高中課程下的選修科目，對象為新高中的學生。應用心理學課程旨在讓學生認識有關的基礎理論和概念，透過不同形式的活動，讓學生有系統地認識不同的情境及體驗特定複雜情境以拓闊視野，並建立他們對應用心理學的就業期望。
- 應用學習課程：應用心理學

本課程為學生提供心理學基礎知識訓練，以增加他們對該學科的興趣，並介紹各種心理學專業在香港的發展概況。課程涵蓋心理學的研究方法、性格發展、精神健康、 壓力與衝突處理等。學生完成課程後，應能掌握基本心理學的理論與技巧，並應用於個人、社會及專業層面上，同時提升自我了解及促進個人成長。
- 應用學習課程：韓國語文及文化

本課程為學生提供韓國語文知識，並介紹各種韓國文化。課程涵蓋基礎韓語、韓國百科、古今韓國文化、韓國社會及生活方式、韓流、韓國商業文化等範疇。學生完成課程後，應能在日常生活及工作情境上運用韓語和展示對當代韓國文化的認識，並應用於個人、社會及專業層面上，同時提升自我了解及促進個人成長。
- 應用學習課程：應用日語及日本文化

同學可透過課程學習基本日語溝通技巧，並運用在日常生活及工作情境上。可了解日本文化的起源，當代日本文化及日本商業文化。掌握有效的書面及口語溝通能力，助日後於相關行業領域持續升學及就業發展。
- 應用學習課程：實用翻譯（漢英）

實用翻譯（漢英）課程學與教活動的設計以學生為本，讓學生認識有關的基礎理論和概念，從而培養他們的共通能力，並建立他們對翻譯學科的就業期望。
- 大專基礎教育文憑

一年制大專基礎教育文憑提供全面的基礎教育，強化學生在學術及日常生活的雙語傳意能力，讓學生認識社會科學、商學和人文學的基礎概念，為同學升讀副學士及高級文憑作好凖備。
- 基礎文憑課程（已停辦）

基礎文憑課程為升高中同學、中三離校生提供升學及就業進修的途徑，八項基礎文憑課程分別為「商業基礎文憑」、「旅遊及款待基礎文憑」、「廣告及多媒體創作基礎文憑」、「航空及旅遊基礎文憑」、「商業傳意基礎文憑」、「電子商貿基礎文憑」、「房地產基礎文憑」及「資訊科技基礎文憑」。透過課程，讓同學對相關學科及行業加深認識，認清自己就業及終身學習的取向。

## 收生情況
根據自資專上教育委員會及傳媒的資料，以下是該校全日制大專課程的實際收生人數：
| 學年    | 副學士學位 | 高級文憑 | 收生總數 | 備註 |
| ------- | ---------- | -------- | -------- | ---- |
| 2012/13 | -          | 1,454    | 1,454    |      |
| 2013/14 | -          | 897      | 897      |      |
| 2014/15 | -          | 323      | 323      |      |
| 2015/16 | -          | 345      | 345      |      |
| 2016/17 | -          | 318      | 318      |      |
| 2017/18 | 124        | 354      | 478      |      |
| 2018/19 | 123        | 390      | 513      |      |
| 2019/20 | 122        | 324      | 446      |      |
| 2020/21 | 129        | 272      | 401      |      |

## 「2+1」升學階梯
如成功報讀嶺大持續進修學院的商學和旅遊相關副學位課程，同學可獲英國斯特靈大學（University of Stirling）發出的「有條件取錄」，副學位畢業生可銜接嶺大持續進修學院與斯特靈大學合辦的一年制學士學位課程。課程於2019-20學年停辦。